# 80135 Zanzanini
80135 Zanzanini è un asteroide della fascia principale. Scoperto nel 1999, presenta un'orbita caratterizzata da un semiasse maggiore pari a 2,2784534 au e da un'eccentricità di 0,0647169, inclinata di 7,69100° rispetto all'eclittica.
L'asteroide è dedicato all'alpeggiatore svizzero Giuseppe Zan Zanini.